# ドミトリー・ドミトレンコ
ドミトリー・ドミトレンコ（Dmitri Dmitrenko ウクライナ語: Дмитро Михайлович Дмитренко、1973年7月25日 - ）は、旧ソビエト連邦出身の男性フィギュアスケート選手で現在はコーチ。1998年長野オリンピック、2002年ソルトレイクシティオリンピック男子シングルウクライナ代表。1993年欧州選手権優勝。

## 経歴
1973年、キエフに生まれる。ソビエト連邦代表として初出場した1992年世界ジュニアフィギュアスケート選手権で優勝を果たす。翌1992-1993年シーズンからはウクライナ代表として活動し、ウクライナ国内選手権でヴィアチェスラフ・ザゴロドニュクとの代表争いに勝ち、欧州選手権および世界選手権代表となった。その1993年欧州選手権では初出場ながら優勝する。
1993-1994年シーズン以降、ケガにも悩まされ成績は振るわなくなる。1995-1996年シーズンからはISUグランプリシリーズに参戦したものの、優勝することはなく最高位は1996年ネイションズ杯の2位であった。1998年長野オリンピックに出場したものの14位に留まった。
1999-2000年シーズン、ISUグランプシリーズでは表彰台すら困難な状態であったが、2000年欧州選手権で3位となり、7シーズンぶりに表彰台に上った。しかし以後は再びケガに悩まされ、2度目のオリンピックとなった2002年ソルトレイクシティオリンピックでは18位に終わった。オリンピック後に引退。現在はコーチとして活動を続けている。

## 主な戦績
| 大会/年            | 91-92 | 92-93 | 93-94 | 94-95 | 95-96 | 96-97 | 97-98 | 98-99 | 99-00 | 00-01 | 01-02 |
| ------------------ | ----- | ----- | ----- | ----- | ----- | ----- | ----- | ----- | ----- | ----- | ----- |
| 冬季オリンピック   |       |       |       |       |       |       | 14    |       |       |       | 18    |
| 世界選手権         |       | 12    |       | 12    | 16    |       |       | 11    | 15    | 23    | 22    |
| 欧州選手権         |       | 1     | 6     | 7     | 7     | 8     | 8     |       | 3     | 棄権  | 11    |
| GPスケートカナダ   |       |       |       |       | 7     | 5     |       |       | 9     |       |       |
| GPネイションズ杯   |       |       |       |       |       | 2     | 6     |       | 7     |       |       |
| GPラリック杯       |       |       |       |       |       |       |       | 4     |       |       |       |
| GPNHK杯            |       |       |       |       |       | 3     | 8     |       |       | 5     |       |
| ゴールデンスピン   |       |       |       |       |       |       |       |       |       |       | 4     |
| フィンランディア杯 |       |       |       |       |       |       |       | 1     |       |       | 9     |
| ネペラメモリアル   |       |       |       |       |       |       |       |       |       | 2     |       |
| ネーベルホルン杯   |       |       |       |       |       |       |       |       |       | 3     |       |
| 世界Jr.選手権      | 1     |       |       |       |       |       |       |       |       |       |       |